# Шлютарка
Шлютарка — інструмент, товкач для подрібнення рудної породи, вилучення включень з сирої криці тощо. Кам'яні пести поширені в археологічних знахідках на території України за доби бронзи, проте майже зникають в княжі часи. Власне назва подібного інструмента відома з пізнього середньовіччя.